# Корона дофіна
Корона дофіна — корона наслідного принца Бурбонів. Подібно до королівської корони Бурбонів, було видно п'ять лілій з восьми на обручі. Дуги корони утворювали чотири дельфіни, повернуті хвостами один до одного. На вершині корони як навершення виступала лілія. Візуально видно трьох дельфінів.
Корона для королівських принців або братів і сестер дофіна, а також для тих, хто народився пізніше, була схожою, але без. Ця корона була без верхівки.

Використання корони дофіна на гербі дофіна